# Panajotis Dimitriadis
Panajotis Dimitriadis, detto Panos (Solna, 12 agosto 1986), è un calciatore svedese, centrocampista del Rinkeby United.

## Carriera

### Club
Nato nella capitale svedese da genitori di origine greca, ha mosso i primi passi nel settore giovanile dell'AIK. Successivamente ha avuto anche una parentesi nel vivaio del Djurgården.
Dopo due anni trascorsi all'Akropolis fra la quarta e la quinta serie nazionale, ha indossato la maglia del Vasalund nel triennio che va dal 2007 al 2009, giocando inizialmente in terza serie e successivamente in Superettan grazie alla promozione conquistata al termine della stagione 2008.
Nel 2010 ha firmato un contratto inizialmente biennale con i norvegesi del Sandefjord e, il 14 marzo 2010, ha esordito nella Tippeligaen: è stato titolare nella sconfitta per 2-0 contro lo Start. Il 21 aprile ha segnato la prima rete, nella sconfitta per 2-1 contro il Tromsø. Al termine del campionato 2010, il Sandefjord è retrocesso nell'Adeccoligaen, ma Dimitriadis è rimasto in squadra. Al secondo anno in Norvegia, complici gli infortuni di Alexander Gabrielsen e Yaw Amankwah, è stato schierato come difensore centrale, ruolo in cui ha continuato ad essere utilizzato in quella stagione.
Il 4 febbraio 2013 è passato al Brommapojkarna, in quella che è stata la sua prima stagione nella massima serie svedese. Nell'autunno successivo il giocatore ha siglato un contratto con l'AIK, club dove era cresciuto calcisticamente. Ha giocato 6 partite di campionato, poi si è rotto il legamento crociato anteriore del ginocchio sinistro ed è stato costretto a chiudere in anticipo la stagione 2014.
Rientrato in campo all'inizio della stagione seguente, nel maggio 2015 è stata perfezionata la sua cessione ai turchi del Gençlerbirliği per una somma di circa 3 milioni di corone, stando ad alcuni organi di stampa. Nell'agosto 2016 ha cambiato squadra rimanendo però in Turchia, con il passaggio al Giresunspor militante in TFF 1. Lig, il secondo campionato nazionale. Ha poi rinnovato il suo contratto con il Giresunspor per un ulteriore anno con opzione per una seconda stagione.
Scaduto il contratto con il club turco, nel luglio del 2018 Dimitriadis ha fatto ritorno in Svezia all'AIK a tre anni di distanza dalla sua cessione. Il contratto firmato è valido fino al termine della stagione 2020, con opzione per un ulteriore anno. Sul finire dell'Allsvenskan 2020, in cui ha collezionato 10 presenze tutte da subentrante, l'AIK ha comunicato che il contratto in scadenza di Dimitriadis non sarebbe stato rinnovato.
Il 1º febbraio 2021 è tornato ufficialmente all'Akropolis con un contratto biennale. La squadra, rispetto alla sua precedente parentesi in biancoblu, era salita nel frattempo in Superettan. A fine anno, Dimitriadis è rimasto tuttavia svincolato complici i problemi economici della società, la quale nei mesi immediatamente seguenti è stata retrocessa d'ufficio in quarta serie per poi essere estromessa dal torneo dopo poche giornate.

## Palmarès

### Club

#### Competizioni nazionali
- Campionato svedese: 1

AIK: 2018